# Acronicta retardata
Acronicta retardata är en fjärilsart som beskrevs av Walker 1861. Acronicta retardata ingår i släktet Acronicta och familjen nattflyn. Inga underarter finns listade i Catalogue of Life.

## Bildgalleri

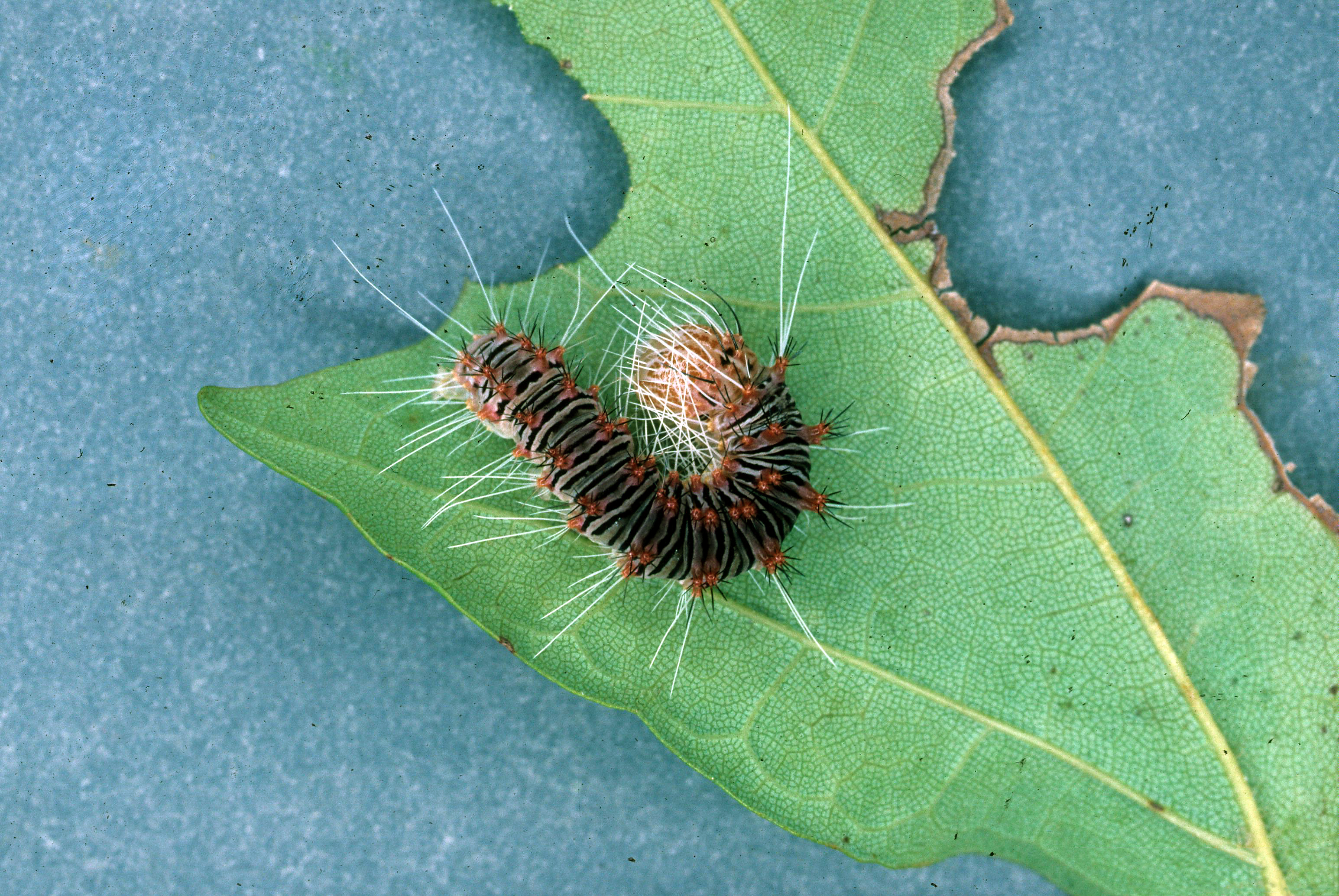